# Longue-Pointe-de-Mingan
Longue-Pointe-de-Mingan è un comune del Canada, situato nella provincia del Québec, nella regione di Côte-Nord.